# دون لورانس
دون لورانس (بالإنجليزية: Don Lawrence)‏ هو لاعب كرة قدم أمريكية أمريكي، ولد في 4 يونيو 1937 في كليفلاند في الولايات المتحدة.

## وصلات خارجية
- دون لورانس على موقع مرجع كرة القدم المحترفة.كوم (الإنجليزية)